# Vågar du, vågar jag
"Vågar du, vågar jag", skriven av Bobby Ljunggren, Fredrik Kempe och Henrik Wikström, är en upptempolåt som var Sanna Nielsens bidrag till den svenska Melodifestivalen 2007. Melodin kan också kännas igen som Livet börjar här och nu, vilket inleder refrängen. Bidraget deltog vid semifinalen i Gävle den 24 februari 2007, och tog sig vidare till finalen i Globen via andra chansen i Nyköping den 3 mars 2007. Väl i final slutade bidraget på sjunde plats. Den 5 mars 2007 gavs singeln "Vågar du, vågar jag" ut, och den låg som bäst på tionde plats på försäljningslistan för singlar i Sverige.
Melodin testades även på Svensktoppen, och tog sig in på listan den 29 april 2007. Den hamnade på åttonde plats den första veckan där. Som bäst låg den på sjunde plats. Besöket på Svensktoppen varade i fyra veckor, och avslutades med en åttondeplats den 20 maj 2007.

## Låtlista
1. Vågar du, vågar jag (radioversion)
2. Vågar du, vågar jag (SoundFactory club Mix)
3. Vågar du, vågar jag (SoundFactory Club Mix)
4. Vågar du, vågar jag (SoundFactory Radio Mix)
5. Vågar du, vågar jag (karaokeversion)

### Listplaceringar
| Lista (2007) | Topplacering |
| ------------ | ------------ |
| Sverige      | 10 .         |

### Fotnoter
1. ↑  Svensktoppen – 29 april 2007
2. ↑  Svensktoppen - 6 maj 2007
3. ↑  Svensktoppen - 20 maj 2007
4. ↑  Placeringar på den svenska singellistan